# James D'Arcy
James D'Arcy, född 24 augusti 1975 i London, är en brittisk skådespelare.
D'Arcy har bland annat medverkat i TV-serien Grace från 2022. Han har även medverkat i filmerna Dunkirk från 2017 och Oppenheimer från 2023.

## Filmografi (i urval)
- 1997 – Tom Jones (TV-serie)
- 1999 – Skyttegraven
- 2001 – The Life and Adventures of Nicholas Nickleby (2001)
- 2003 – Master and Commander – Bortom världens ände
- 2004 – Exorcisten: Begynnelsen
- 2005 – An American Haunting
- 2006 – Romerska rikets uppgång och fall (TV-serie)
- 2010–2011 – En callgirls dagbok (TV-serie)
- 2011 – W.E.
- 2012 – Cloud Atlas
- 2012 – Hitchcock
- 2012 – In Their Skin
- 2014 – Let's Be Cops
- 2015 – Jupiter Ascending
- 2015 – Broadchurch (TV-serie)
- 2015–2016 – Agent Carter (TV-serie)
- 2017 – Snömannen
- 2017 – Dunkirk
- 2021 – Leonardo (TV-serie)
- 2022 – Grace (TV-serie)
- 2023 – Oppenheimer